# Kurtheater Baden

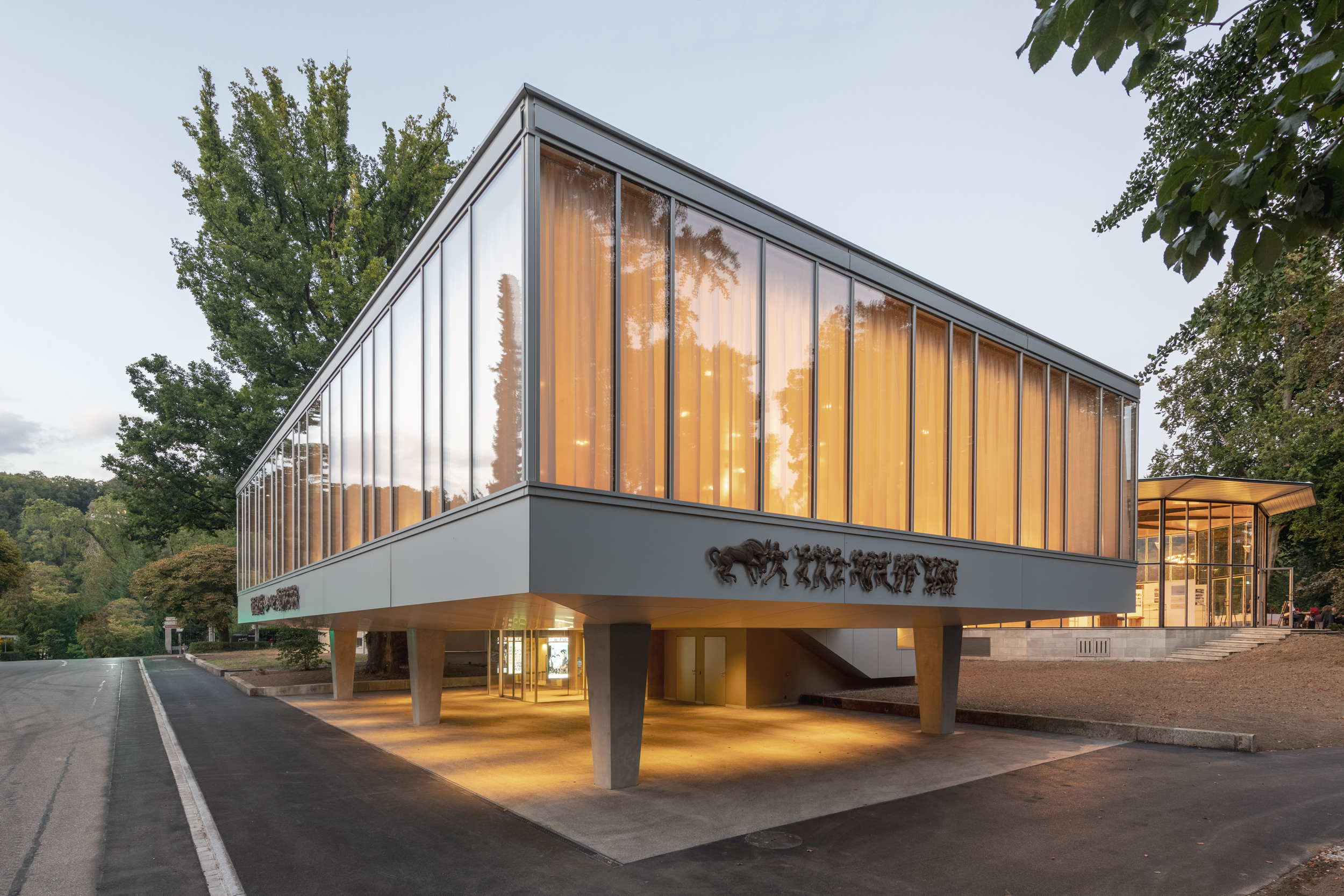
Kurtheater Baden, 2020

Das Kurtheater Baden ist ein Gastspielhaus in Baden in der Schweiz. Es ist das grösste Theater im Kanton Aargau und die einzige sogenannte Vollbühne. Die Theaterstiftung der Region Baden-Wettingen als Eigentümerin des Kurtheaters ist verantwortlich für dessen Betrieb, Unterhalt und Verwaltung. Der Stiftungsrat ist das oberste Gremium, der Betrieb liegt in den Händen der Direktion. Für die Spielzeit 2008/09 erhielt das Kurtheater in der Kritikerumfrage des renommierten Fachmagazins Theater heute als einziges Gastspielhaus im deutschsprachigen Raum eine Nomination als «Theater des Jahres».

## Geschichte

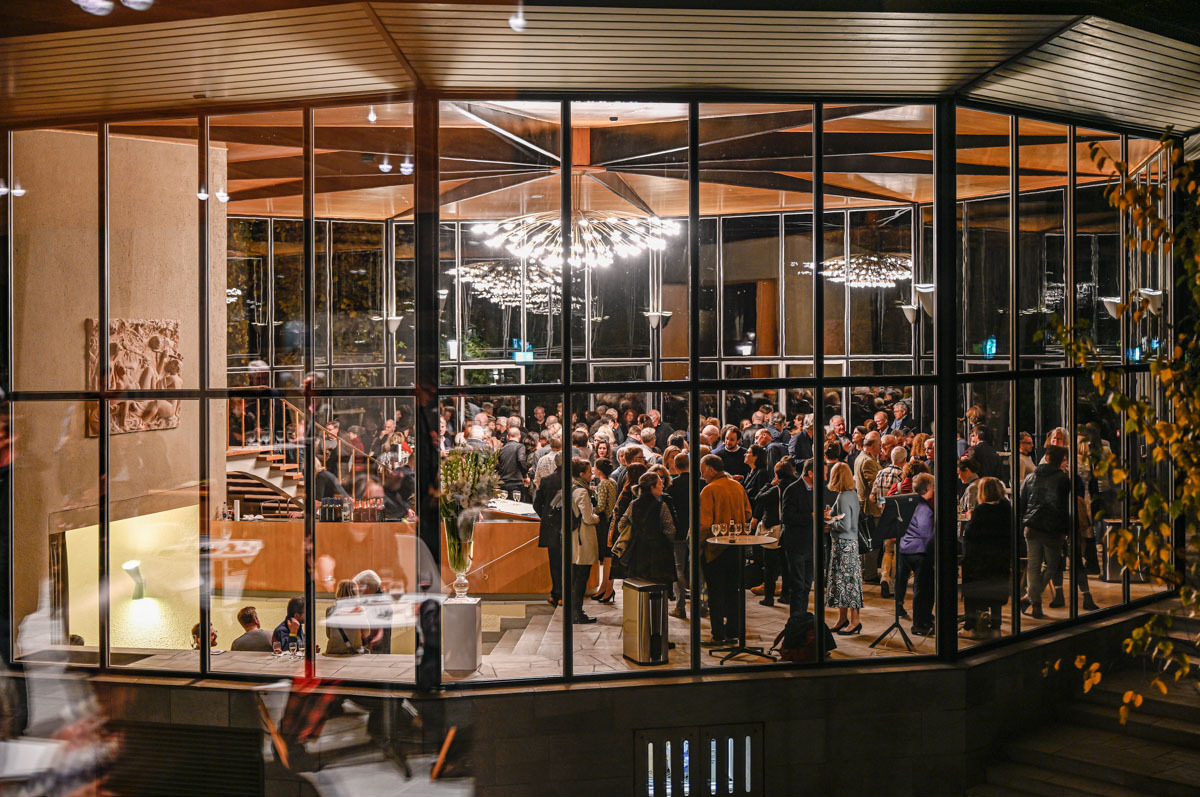
Sachs-Foyer am Eröffnungsabend 2021

Seit dem Mittelalter gibt es in Baden eine Theatertradition. Ab 1675 bestand am Ölrain ein Schützeshaus mit einem Theaterraum für 500 Zuschauer, der heute als erster Theatersaal der Schweiz gilt. 1833 wurde nach einem Brand die Kapazität auf 800 Personen erhöht. Als Stadttheater wurde das Haus bis 1909 bespielt und 1929 abgebrochen. Parallel dazu entstand im Kurpark schon 1881 das erste Kurtheater. Nach einem Umbau 1897 wurde es ab 1926 vom damaligen Stadttheater St. Gallen (heute Theater St. Gallen) als Sommerspielstätte benutzt. Gegen Ende 1951 wurde auch dieses Theater abgebrochen.
1952 liess als Bauherrin und Eigentümerin die Theaterstiftung Baden von der Architektin Lisbeth Sachs unweit des Kursaals einen Neubau erstellen, dem kurz darauf noch ein Studiogebäude angefügt wurde. Das Kurtheater wurde von 2018 bis 2020 umfangreich saniert und erweitert. Mit dem Start der Saison 2020/2021 wurde das erneuerte Haus bezogen.

## Gebäude
Der grosse Theatersaal bietet rund 560 Plätze. Ausserdem werden Vorstellungen im kleineren Format im Neuen Foyer (bis zu 120 Sitzplätze) und im neu entstandenen Proberaum (bis zu 50 Sitzplätze) angeboten. Das Theatergebäude ist im Inventar der Kulturgüter von nationaler Bedeutung verzeichnet und ist seit dem Umbau vollständig rollstuhlgängig.
Das Freilicht-Theater bildet im Sommer die Kulisse für Konzerte und Vorstellungen.

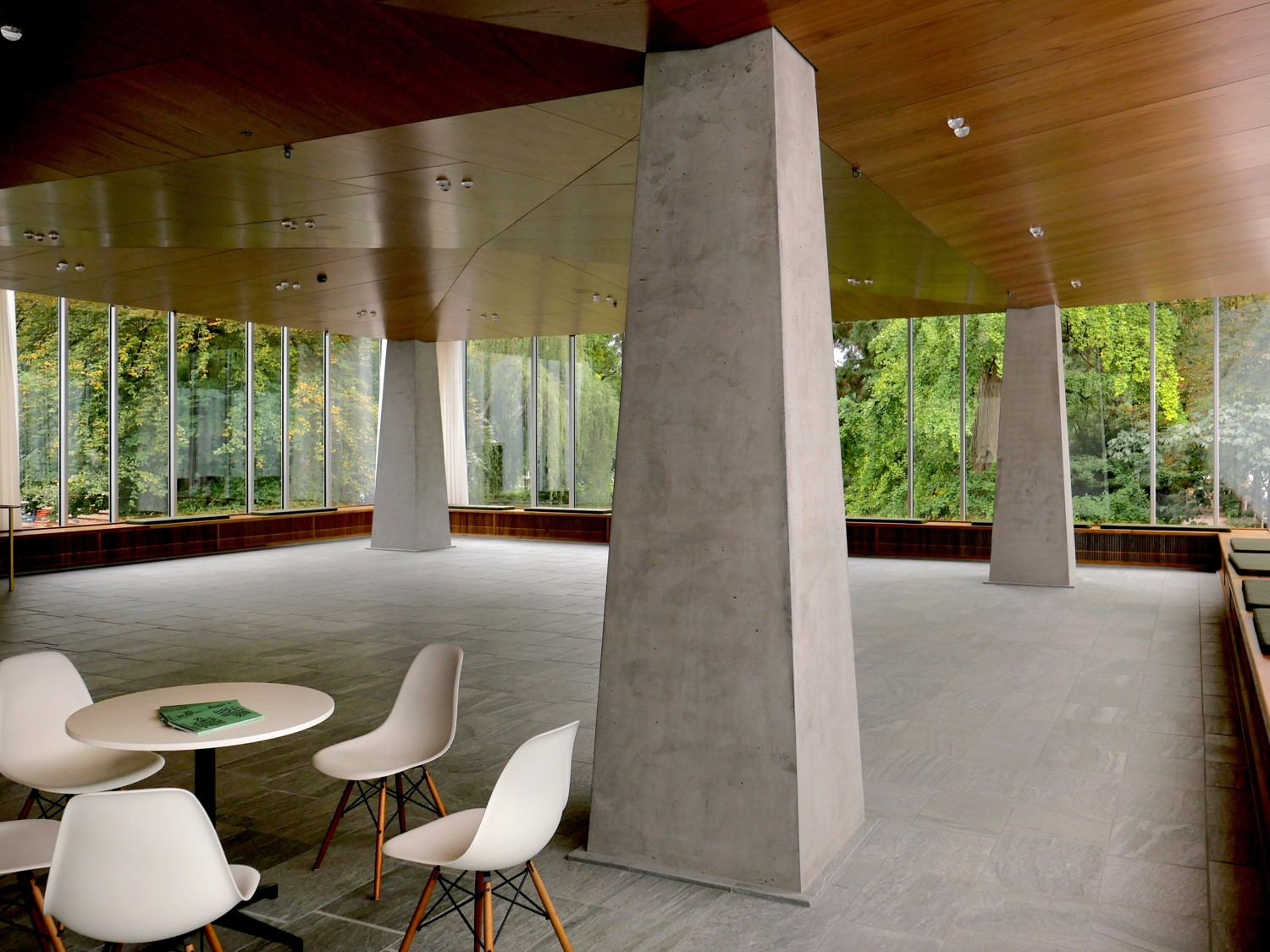
Neues Foyer
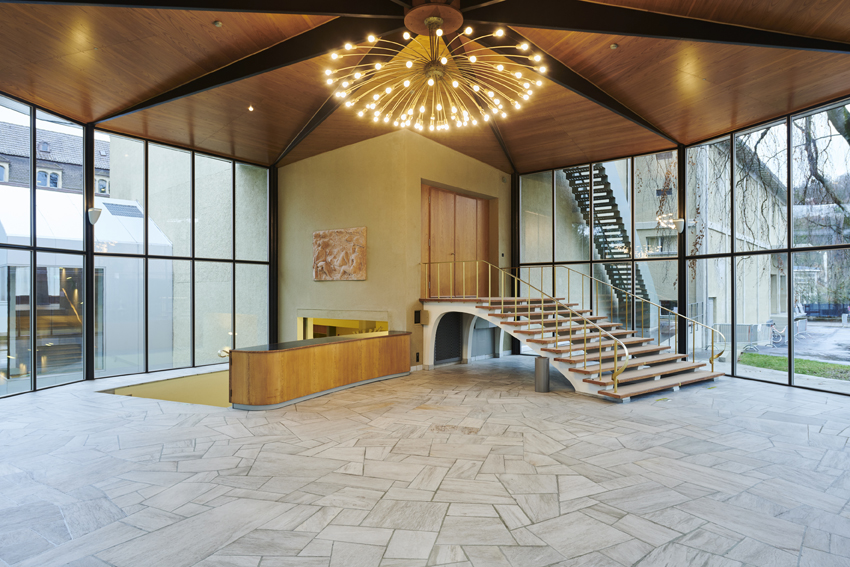
Sachs-Foyer
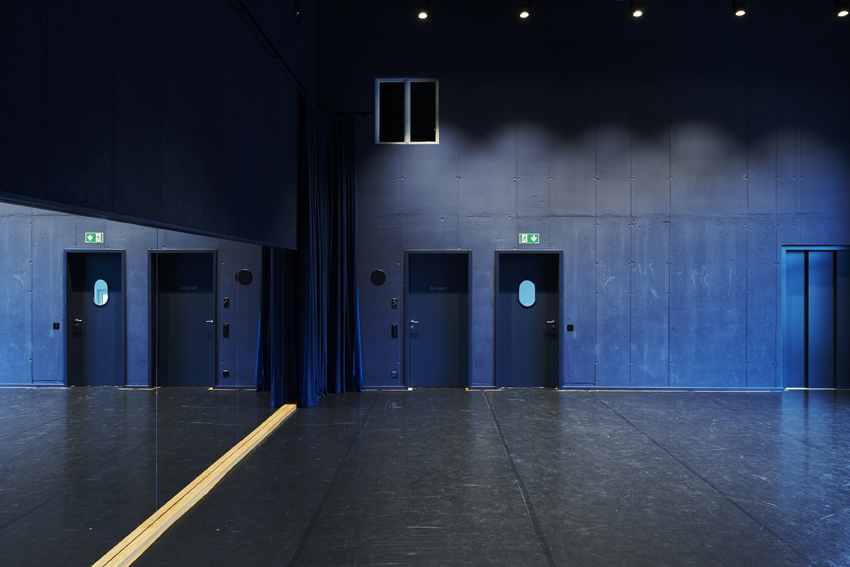
Proberaum des Kurtheater
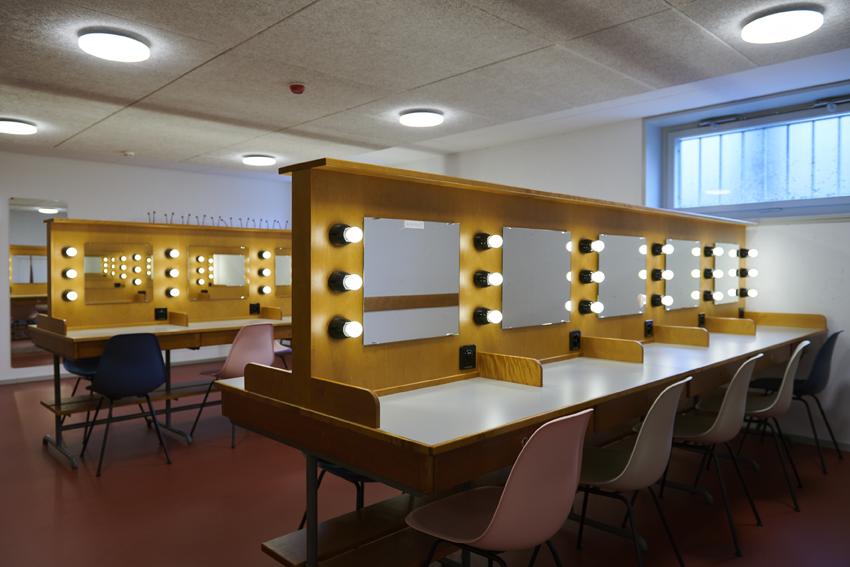
Künstlergarderobe
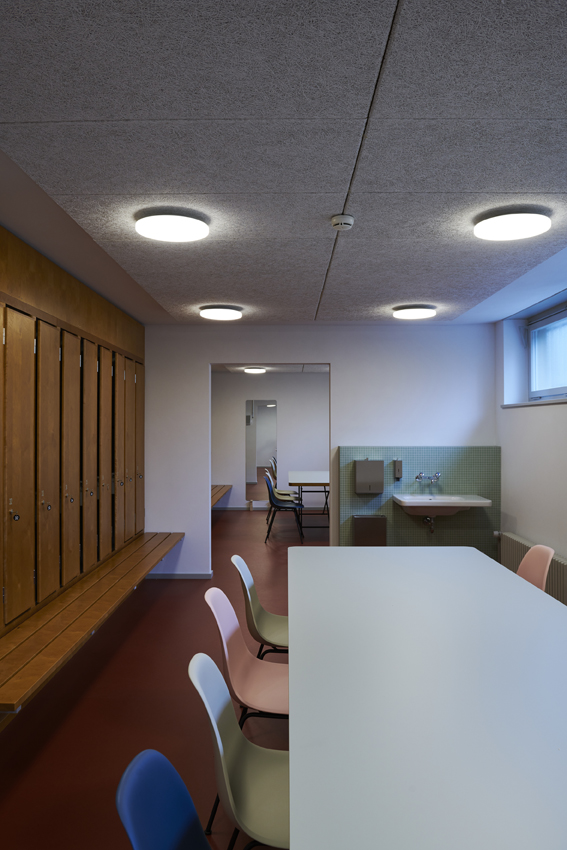
Künstlergarderobe 2
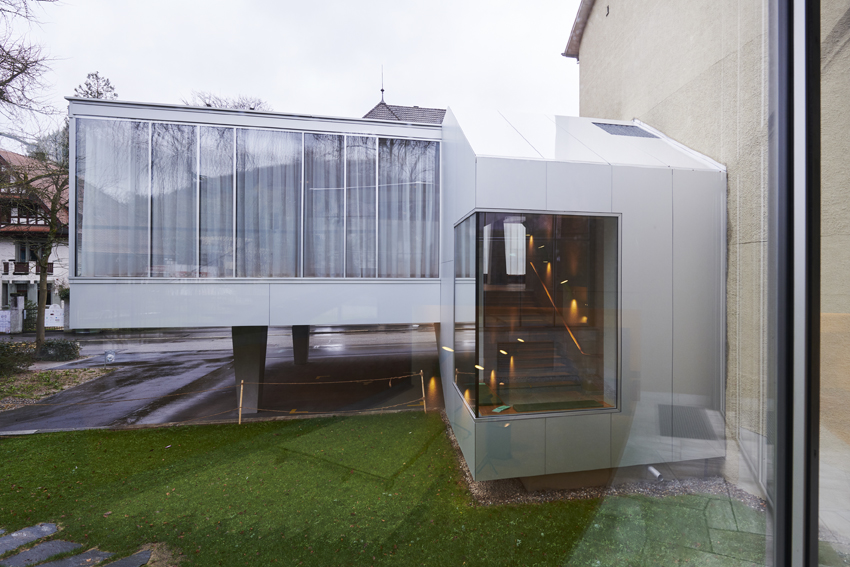
Neues Foyer in der Aussenansicht
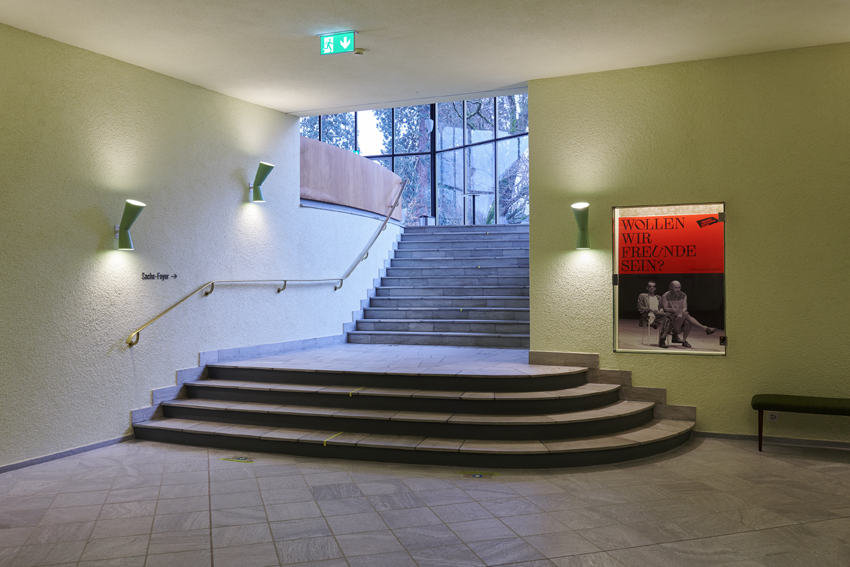
Kurtheater Entree – Treppe zum Sachs-Foyer
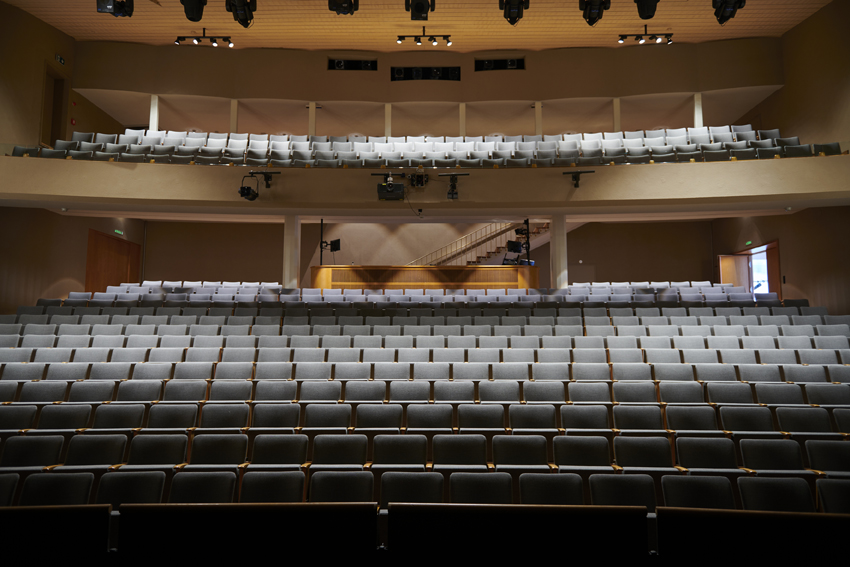
Theatersaal
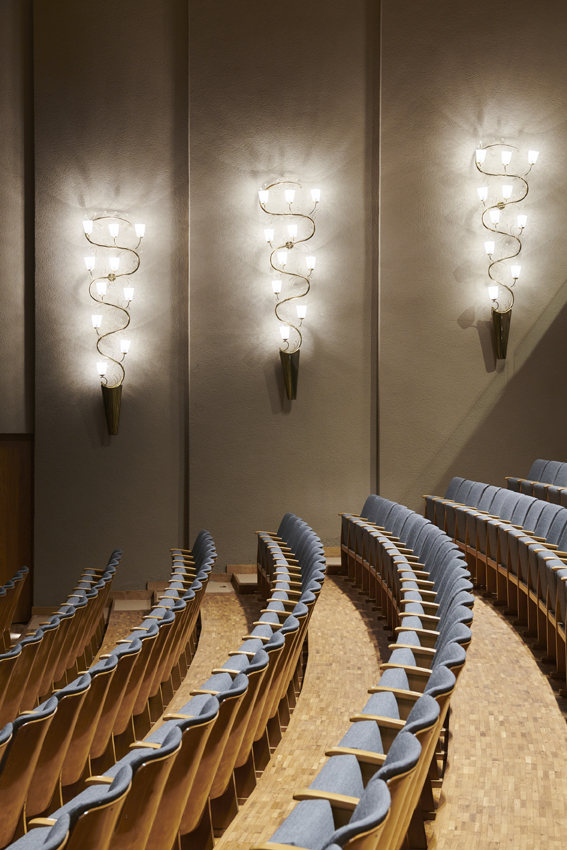
Theatersaal
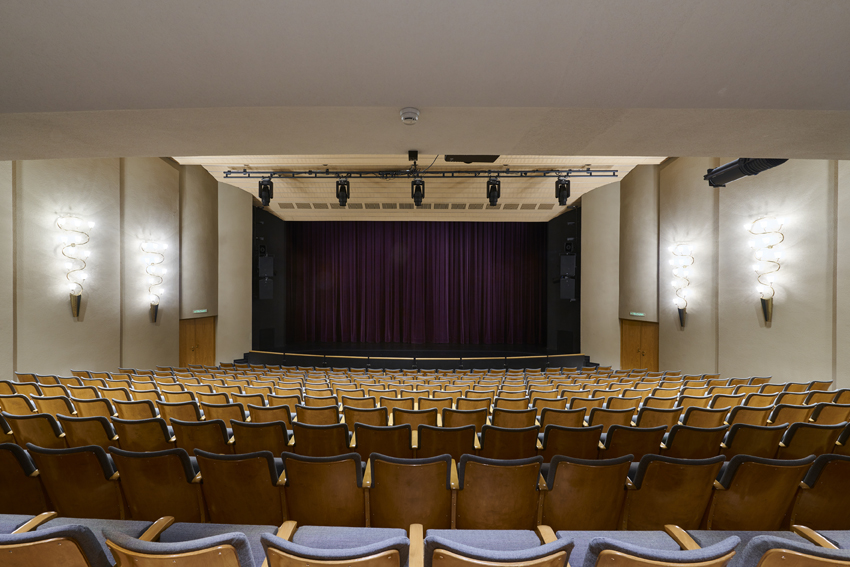
Bühne

## Direktion
- Künstlerischer Direktor: Uwe Heinrichs
- Verwaltungsdirektorin: Lara Albanesi
- Technische Direktion: Philipp Ernst, Patrick Hunka

## Theaterstiftung der Region Baden-Wettingen
Die Theaterstiftung als Eigentümerin des Kurtheaters ist verantwortlich für dessen Betrieb, Unterhalt und Verwaltung. Sie hat den Auftrag, einen anspruchsvollen und abwechslungsreichen Spielplan (Schauspiel, Musiktheater, Tanz, Kinder- und Jugendtheater) zu erstellen. Sie veranstaltet rund die Hälfte der Aufführungen, ausserdem stellt sie das Theatergebäude mietweise auch weiteren Veranstaltern zur Verfügung.

## Theatergemeinde Baden / FREUNDE Kurtheater Baden
Die Theatergemeinde Baden wurde 1947 als Besucherorganisation des Kurtheaters gegründet. Später entwickelte sie sich zur Veranstalterin von jährlich 40 bis 50 Gastspielen im Haus. Seit 2002 obliegt diese Aufgabe der künstlerischen Leitung. Heute fördert der Verein FREUNDE Kurtheater Baden, als Nachfolgeorganisation der Theatergemeinde den Besuch des Kurtheaters, indem sie ihren Mitgliedern Ermässigungen auf Eintrittskarten und Abonnements gewährt und ihnen ein schriftliches Vorbestellungsrecht vor Beginn des offiziellen Vorverkaufs einräumt. Ausserdem unterstützt sie den Besuch von Jugendlichen im Kurtheater in Form eines Jugend-Abonnements, lädt zu Publikumsgesprächen etc.

## Finanzierung
Das Kurtheater Baden erhält Beiträge für den Betrieb des Hauses von den folgenden öffentlichen Institutionen: Einwohnergemeinde Baden, Ortsbürgergemeinde Baden, Aargauer Kuratorium, Gemeinde Wettingen, Ortsbürgergemeinde Wettingen, Gemeinde Ennetbaden, weitere Gemeinden der Region. Hinzu kommen Sponsorengelder.